# Jurema
Jurema est une municipalité brésilienne située dans l'État du Pernambouc.